# Anthopleura thallia
Anthopleura thallia is een zeeanemonensoort uit de familie Actiniidae. Anthopleura thallia is voor het eerst wetenschappelijk beschreven door Gosse in 1854. Het wordt gevonden in ondiep water in de noordoostelijke Atlantische Oceaan en de Middellandse Zee.

## Beschrijving
Anthopleura thallia heeft typisch een basis van ongeveer 10 mm breed, een zuil van ongeveer 15 mm lang en een mondschijf van 10 mm breed. Het onderste deel van de zuil heeft veel kleverige, komvormige wratten in ongeveer 36 verticale rijen. De rand van de kolom heeft verschillende uitgroeisels van de lichaamswand, bekend als acrorhagi, die goed bewapend zijn met netelcellen. Op de mondschijf bevinden zich twee tot vier kransen van dertig tot zestig taps toelopende, stompe, volledig intrekbare tentakels en een centrale mond. De zuil is groen, geel of bruin, de wratten zijn rood tot bruin en donkerder dan de zuil. De mondschijf is groen tot bruin, bleker bij de mond, met chevron-vormige markeringen, en de tentakels hebben dezelfde kleur als de zuil en zijn meestal wit gevlekt.

## Verspreiding en leefgebied
Anthopleura thallia komt voor aan de kusten van West-Europa en in de Middellandse Zee. Het is een ongewone soort en het verspreidingsgebied omvat het eiland Man, Ierland, het zuidwesten van Engeland, Normandië, Bretagne, Galicië, Madeira, de Canarische Eilanden en de Middellandse Zee. Berichten over zijn aanwezigheid in Israël, de Rode Zee, de Golf van Akaba en Kroatië zijn waarschijnlijk onjuist. Het wordt gevonden op rotsachtige kusten met krachtige golfslag, van de intergetijdengebied tot een diepte van ongeveer 25 meter. De zuil is vaak begraven in zand of verborgen in een spleet, of kan voorkomen tussen mosselen of onder grind, en heeft meestal sedimentaire deeltjes of afval dat eraan blijft kleven. Dit feit helpt om deze soort te onderscheiden van de nauw verwante Anthopleura ballii, die een niet-klevende zuil heeft. 